# 七夕賞
七夕賞（たなばたしょう）は、日本中央競馬会（JRA）が福島競馬場で施行する中央競馬の重賞競走（GIII）である。
競走名の「七夕」は五節句のひとつで、7月7日の行事。織姫星に女性が技芸の上達を祈れば叶えられるとされ、奈良時代から貴族社会では星祭りをしていたといわれる。近世では民間にも普及し、現代でも各地で祭事が行われている。
正賞は福島県知事賞、福島商工会議所会頭賞。

## 概要

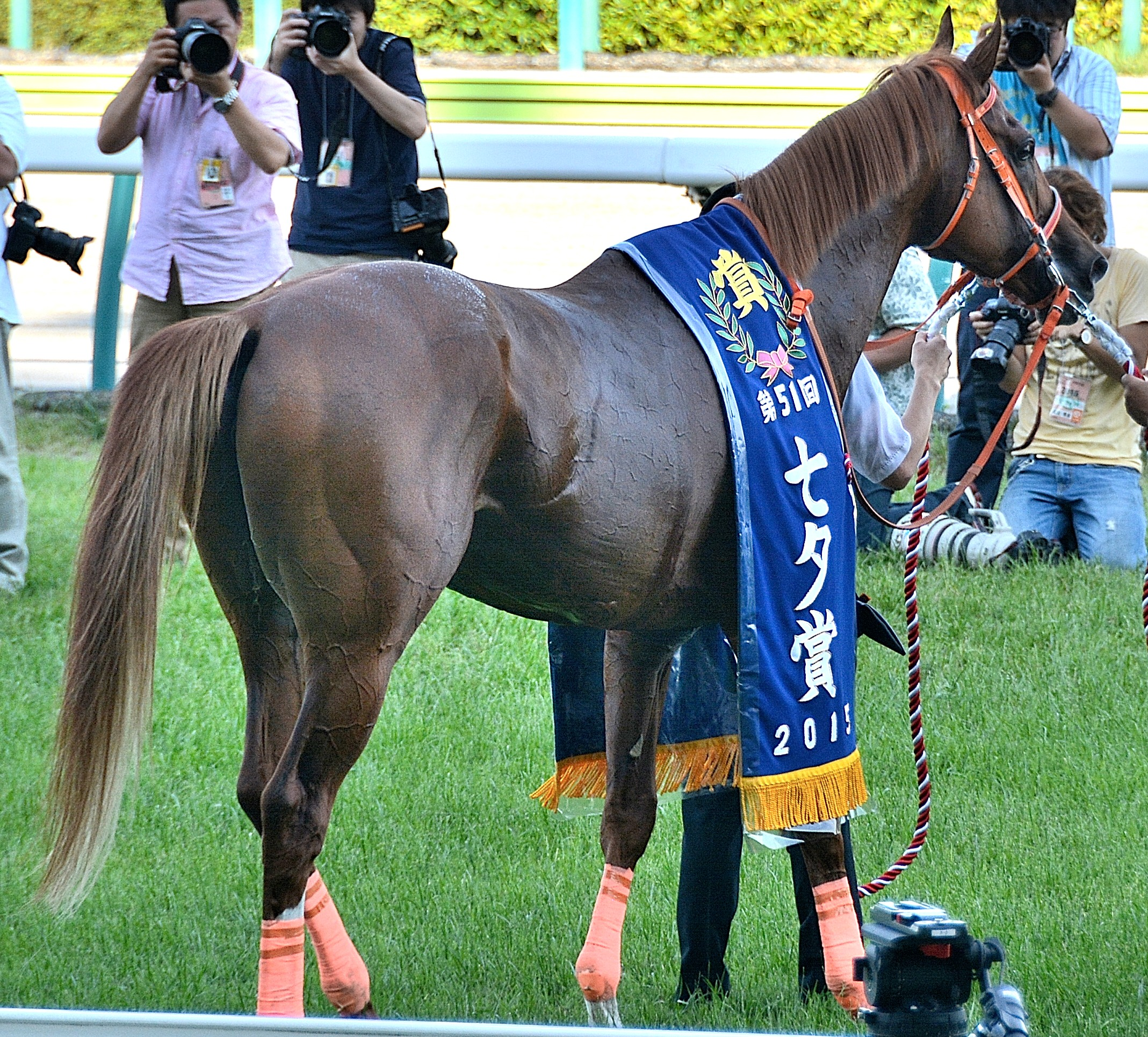
第51回七夕賞の優勝レイを着装したグランデッツァ

1965年に4歳（現3歳）以上の馬による重賞競走として創設。第1回は福島競馬場の芝1800mで施行された。
1969年・1971年ならびに1975年から1979年は10月に開催されたが、施行時期が名称に合わないことから、1976年から1979年は競走名を「東北記念（とうほくきねん）」に改称して施行。その後、1980年からは施行時期が夏季開催に戻されたことから「七夕賞」の名称が復活し、あわせて施行距離も芝2000mに変更した。
1984年からグレード制施行により、GIII に格付け。1995年からは混合競走に指定され外国産馬が出走可能になったほか、2002年からは特別指定交流競走に指定され、地方競馬所属馬も出走可能になった。また2006年から国際競走になり、外国馬も出走可能になった。
2006年からは夏季競馬を盛り上げるために設けられたサマー2000シリーズの第1戦（2025年からは第2戦）に指定されており、夏の中距離チャンピオンを目指す馬が集結する。
負担重量は1972年と1973年が別定で行われたほかは、ハンデキャップで定着している。

### 競走条件
以下の内容は、2024年現在 のもの。
出走資格：サラ系3歳以上
- JRA所属馬
- 地方競馬所属馬（2頭まで）
- 外国調教馬（優先出走）

負担重量：ハンデキャップ

### 賞金
2024年の1着賞金は4300万円で、以下2着1700万円、3着1100万円、4着650万円、5着430万円。

## 歴史

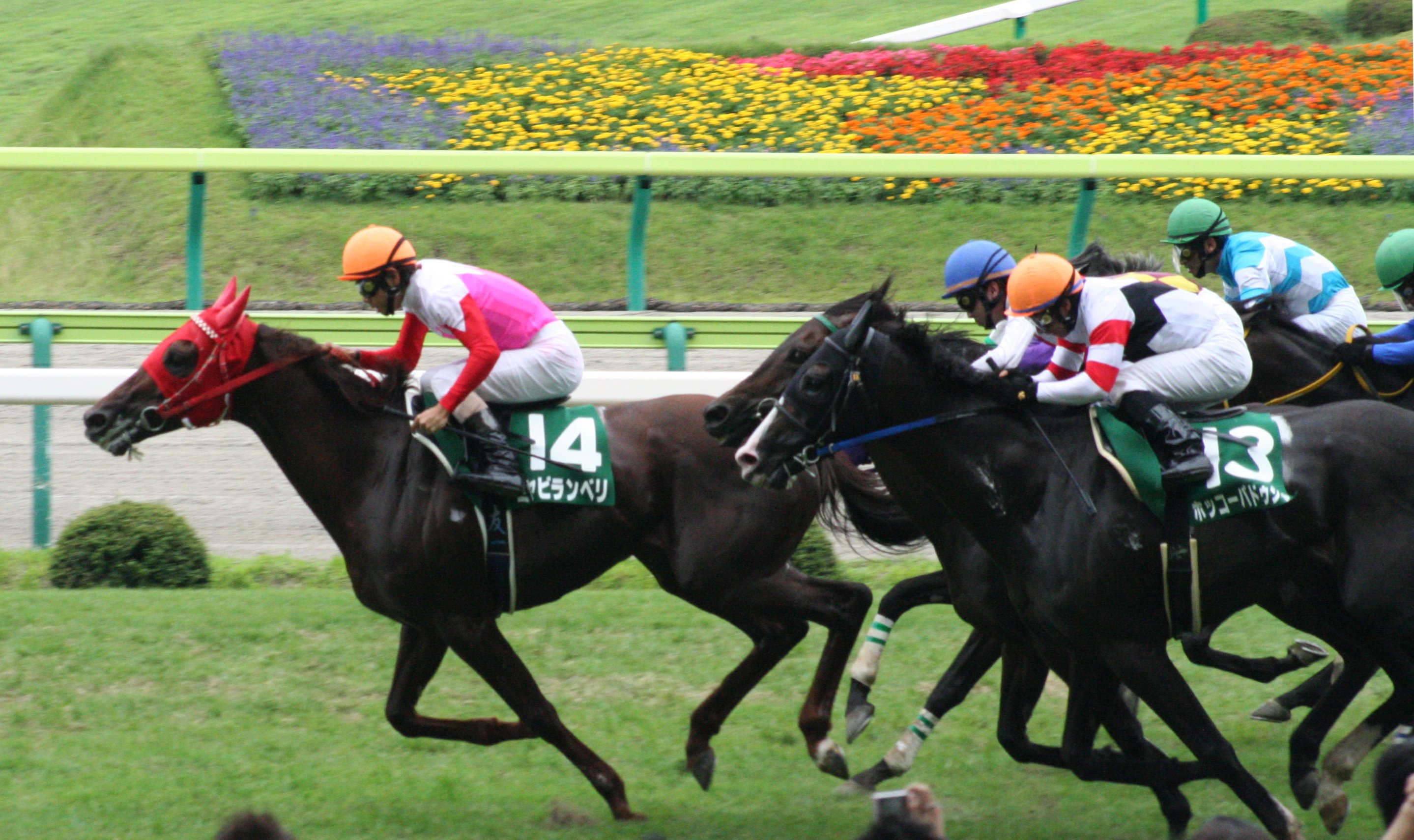
2009年に行われた第45回七夕賞で勝利したミヤビランベリ

- 1965年 - 4歳以上の馬による重賞競走として創設、福島競馬場の芝1800mで施行[4]。
- 1972年
  - 負担重量を別定重量に変更。
  - 前年末に発生した流行性馬インフルエンザの影響で、8月に順延。
- 1974年 - 負担重量をハンデキャップに戻す。
- 1975年 - 開催時期を7月から10月に変更[4]。
- 1976年 - 名称を「東北記念」に変更[4]。
- 1980年
  - 開催時期を7月に戻す。
  - 名称を「七夕賞」に戻す[4]。
- 1984年 - グレード制施行によりGIII[注 1]に格付け[4]。
- 1995年 - 混合競走に指定、外国産馬が出走可能になる[4]。
- 2001年
  - 馬齢表示の国際基準への変更に伴い、出走条件を「3歳以上」に変更。
  - 「うつくしま未来博開催記念」の副称を付けて施行[4]。
- 2002年 - 特別指定交流競走となり、地方競馬所属馬が2頭まで出走可能となる[4]。
- 2004年 - 「日本中央競馬会創立50周年記念」の副称を付けて施行[4]。
- 2006年
  - 国際競走に指定され、外国調教馬が4頭まで出走可能となる[4]。
  - サマー2000シリーズの構成レースに指定[4]。
- 2007年 - 日本のパートI国昇格に伴い、外国調教馬の出走枠が8頭に拡大[4]。
- 2011年 -  東日本大震災および福島第一原発事故の影響による福島競馬の開催中止に伴い中山競馬場で施行、出走可能頭数（フルゲート）も17頭に変更。
- 2014年 - 「JRA60周年記念」の副称を付けて施行[4]。
- 2018年 -  ｢福島競馬場開設100周年記念」の副称を付けて施行[6]。
- 2020年 - COVID-19の流行により「無観客競馬」として実施。
- 2021年 - 福島県沖地震の影響による福島競馬場の来場者エリアの復旧に時間を要するため、「無観客競馬」として実施[7]。

### 歴代優勝馬
コース種別を記載していない距離は、芝コースを表す。
優勝馬の馬齢は、2000年以前も現行表記に揃えている。
競走名は第12回から第15回が「東北記念」、ほかは「七夕賞」。
| 回数   | 施行日         | 競馬場 | 距離  | 優勝馬             | 性齢 | 斤量 | タイム | 優勝騎手   | 管理調教師   | 馬主                                 |
| ------ | -------------- | ------ | ----- | ------------------ | ---- | ---- | ------ | ---------- | ------------ | ------------------------------------ |
| 第1回  | 1965年8月15日  | 福島   | 1800m | パナソニツク       | 牝5  | 58   | 1:51.0 | 島田功     | 稲葉幸夫     | 那須野牧場                           |
| 第2回  | 1966年8月7日   | 福島   | 1800m | ハイアデス         | 牡3  | 54   | 1:50.0 | 稲部和久   | 小西喜蔵     | 椎野浅五郎                           |
| 第3回  | 1967年8月6日   | 福島   | 1800m | ヒシヤクシン       | 牡4  | 58   | 1:51.4 | 小野定夫   | 稗田敏男     | 阿部雅信                             |
| 第4回  | 1968年7月28日  | 福島   | 1800m | ダーリングヒメ     | 牝4  | 54   | 1:50.5 | 古山良司   | 山岡寿恵次   | 諏訪忠兵衛                           |
| 第5回  | 1969年10月5日  | 福島   | 1800m | マツセダン         | 牡3  | 50   | 1:49.6 | 星野信幸   | 橋本輝雄     | 松岡冨治                             |
| 第6回  | 1970年7月5日   | 福島   | 1800m | ハクセツ           | 牝5  | 53   | 1:49.3 | 岡部幸雄   | 高橋英夫     | 中村勝五郎                           |
| 第7回  | 1971年10月3日  | 福島   | 1800m | ジョセツ           | 牝4  | 53   | 1:49.2 | 岡部幸雄   | 鈴木清       | 中村勝五郎                           |
| 第8回  | 1972年8月13日  | 福島   | 1800m | スイジン           | 牡7  | 58   | 1:50.3 | 町田精生   | 田中和夫     | 渡辺君江                             |
| 第9回  | 1973年8月12日  | 福島   | 1800m | サンヨウコウ       | 牡4  | 55   | 1:51.0 | 堀井雅広   | 宮沢今朝太郎 | 山口幸保                             |
| 第10回 | 1974年8月4日   | 新潟   | 1800m | ムツミバロン       | 牡6  | 53   | 1:48.0 | 蛯沢誠治   | 佐藤勝美     | 関口睦雄                             |
| 第11回 | 1975年10月19日 | 福島   | 1800m | ノボルトウコウ     | 牡6  | 57   | 1:51.8 | 安田富男   | 加藤朝治郎   | 渡辺喜八郎                           |
| 第12回 | 1976年10月24日 | 福島   | 1800m | ニッショウ         | 牡7  | 54   | 1:50.0 | 堀井雅広   | 田中朋次郎   | 宮崎昌則                             |
| 第13回 | 1977年10月23日 | 福島   | 1800m | ニッショウダイヤ   | 牝4  | 53   | 1:47.7 | 柴崎勇     | 鈴木清       | 勝又豊次郎                           |
| 第14回 | 1978年10月22日 | 福島   | 1800m | カミノハヤブサ     | 牡5  | 55   | 1:48.3 | 増沢末夫   | 鈴木清       | 保手浜弘規                           |
| 第15回 | 1979年10月21日 | 福島   | 1800m | タケノテンジン     | 牡3  | 51   | 1:50.1 | 坂井千明   | 山崎彰義     | 竹下繁實                             |
| 第16回 | 1980年7月6日   | 福島   | 2000m | サクラエイリュウ   | 牡4  | 56   | 2:02.5 | 森安重勝   | 尾形盛次     | （株）さくらコマース                 |
| 第17回 | 1981年7月5日   | 福島   | 2000m | ビゼンセイリュウ   | 牡4  | 53   | 2:05.4 | 蛯沢誠治   | 成宮明光     | 藤田正蔵                             |
| 第18回 | 1982年7月11日  | 福島   | 2000m | スイートネイティブ | 牝5  | 56   | 2:00.7 | 岡部幸雄   | 野平祐二     | 和田共弘                             |
| 第19回 | 1983年7月10日  | 福島   | 2000m | スピーデイタイガー | 牡5  | 55   | 2:04.3 | 岡部幸雄   | 前田禎       | 穴澤正                               |
| 第20回 | 1984年7月8日   | 福島   | 2000m | ホクトキンパイ     | 牡5  | 53   | 2:04.8 | 蛯名信広   | 久保田金造   | 佐藤フジエ                           |
| 第21回 | 1985年7月7日   | 福島   | 2000m | ロシアンブルー     | 牡6  | 52   | 2:05.0 | 柴崎勇     | 畠山重則     | 栗林英雄                             |
| 第22回 | 1986年7月6日   | 福島   | 2000m | サクラトウコウ     | 牡5  | 56   | 2:03.7 | 東信二     | 境勝太郎     | （株）さくらコマース                 |
| 第23回 | 1987年7月12日  | 福島   | 2000m | ダイナシュート     | 牝5  | 55   | 2:00.3 | 柴崎勇     | 矢野進       | （有）社台レースホース               |
| 第24回 | 1988年7月10日  | 福島   | 2000m | コーセイ           | 牝4  | 56   | 2:04.0 | 増沢末夫   | 尾形盛次     | （株）アイ・ケイ・テイ・オーナーズ   |
| 第25回 | 1989年7月9日   | 新潟   | 2000m | バレロッソ         | 牡4  | 54   | 2:00.6 | 柴田善臣   | 中野隆良     | 一柳博志                             |
| 第26回 | 1990年7月8日   | 福島   | 2000m | イダテンターボ     | 牡4  | 50   | 2:00.7 | 牧之瀬幸夫 | 鈴木勝美     | 加藤裕朗                             |
| 第27回 | 1991年7月7日   | 福島   | 2000m | シーキャリアー     | 牡7  | 54   | 2:00.9 | 小島太     | 高橋直       | 藤田宗平                             |
| 第28回 | 1992年7月12日  | 福島   | 2000m | リーゼンシュラーク | 牡5  | 54   | 2:02.0 | 坂井千明   | 新関力       | 三島武                               |
| 第29回 | 1993年7月11日  | 福島   | 2000m | ツインターボ       | 牡5  | 55   | 1:59.5 | 中舘英二   | 笹倉武久     | 黒岩晴男                             |
| 第30回 | 1994年7月10日  | 福島   | 2000m | ニフティダンサー   | 牡6  | 55   | 2:01.2 | 竹原啓二   | 松山康久     | （有）社台レースホース               |
| 第31回 | 1995年7月9日   | 福島   | 2000m | フジヤマケンザン   | 牡7  | 58.5 | 2:02.2 | 蛯名正義   | 森秀行       | 藤本龍也                             |
| 第32回 | 1996年7月6日   | 中山   | 2000m | サクラエイコウオー | 牡5  | 55   | 1:59.0 | 西田雄一郎 | 境勝太郎     | （株）さくらコマース                 |
| 第33回 | 1997年7月5日   | 福島   | 2000m | マイネルブリッジ   | 牡5  | 58   | 2:00.3 | 武豊       | 伊藤正徳     | （株）サラブレッドクラブ・ラフィアン |
| 第34回 | 1998年7月11日  | 福島   | 2000m | オフサイドトラップ | 牡7  | 57   | 1:59.2 | 蛯名正義   | 加藤修甫     | 渡邊隆                               |
| 第35回 | 1999年7月10日  | 福島   | 2000m | サンデーセイラ     | 牡4  | 53   | 2:00.3 | 菅谷正巳   | 菅谷禎高     | 加藤守                               |
| 第36回 | 2000年7月9日   | 東京   | 2000m | ロングカイウン     | 牡7  | 52   | 2:01.1 | 菊沢隆徳   | 長浜博之     | 中井敏雄                             |
| 第37回 | 2001年7月8日   | 福島   | 2000m | ゲイリートマホーク | 騸5  | 55   | 2:01.2 | 郷原洋司   | 秋山雅一     | （株）東京サラブレッドビューロー     |
| 第38回 | 2002年7月7日   | 福島   | 2000m | イーグルカフェ     | 牡5  | 57   | 1:59.2 | 田中勝春   | 小島太       | 西川清                               |
| 第39回 | 2003年7月13日  | 福島   | 2000m | ミデオンビット     | 牡6  | 56   | 2:00.7 | 田中勝春   | 河野通文     | ミデオン興業（有）                   |
| 第40回 | 2004年7月11日  | 福島   | 2000m | チアズブライトリー | 牡6  | 57   | 2:01.7 | 柴田善臣   | 山内研二     | 北村キヨ子                           |
| 第41回 | 2005年7月10日  | 福島   | 2000m | ダイワレイダース   | 牡6  | 56   | 2:00.4 | 後藤浩輝   | 松山康久     | 大城敬三                             |
| 第42回 | 2006年7月9日   | 福島   | 2000m | メイショウカイドウ | 牡7  | 59   | 1:59.3 | 武豊       | 坂口正大     | 松本好雄                             |
| 第43回 | 2007年7月8日   | 福島   | 2000m | サンバレンティン   | 牡6  | 57   | 2:00.3 | 後藤浩輝   | 佐々木晶三   | 吉田勝己                             |
| 第44回 | 2008年7月13日  | 福島   | 2000m | ミヤビランベリ     | 牡5  | 53   | 1:59.8 | 吉田豊     | 加藤敬二     | 村上義勝                             |
| 第45回 | 2009年7月12日  | 福島   | 2000m | ミヤビランベリ     | 牡6  | 57   | 2:00.2 | 北村友一   | 加藤敬二     | 村上義勝                             |
| 第46回 | 2010年7月11日  | 福島   | 2000m | ドモナラズ         | 牡5  | 52   | 2:00.4 | 柴田善臣   | 音無秀孝     | 小田切有一                           |
| 第47回 | 2011年7月10日  | 中山   | 2000m | イタリアンレッド   | 牝5  | 52   | 2:00.5 | 中舘英二   | 石坂正       | （株）東京ホースレーシング           |
| 第48回 | 2012年7月8日   | 福島   | 2000m | アスカクリチャン   | 牡5  | 55   | 2:01.1 | 内田博幸   | 須貝尚介     | 上野武                               |
| 第49回 | 2013年7月7日   | 福島   | 2000m | マイネルラクリマ   | 牡5  | 57   | 1:58.9 | 柴田大知   | 上原博之     | （株）サラブレッドクラブ・ラフィアン |
| 第50回 | 2014年7月13日  | 福島   | 2000m | メイショウナルト   | 騸6  | 56   | 1:58.7 | 田辺裕信   | 武田博       | 松本好雄                             |
| 第51回 | 2015年7月12日  | 福島   | 2000m | グランデッツァ     | 牡6  | 57   | 1:58.2 | 川田将雅   | 平田修       | （有）社台レースホース               |
| 第52回 | 2016年7月10日  | 福島   | 2000m | アルバートドック   | 牡4  | 57   | 1:58.4 | 戸崎圭太   | 須貝尚介     | （株）G1レーシング                   |
| 第53回 | 2017年7月9日   | 福島   | 2000m | ゼーヴィント       | 牡4  | 57   | 1:58.2 | 戸崎圭太   | 木村哲也     | （有）シルクレーシング               |
| 第54回 | 2018年7月8日   | 福島   | 2000m | メドウラーク       | 牡7  | 54   | 2:00.8 | 丸田恭介   | 橋田満       | 吉田勝己                             |
| 第55回 | 2019年7月7日   | 福島   | 2000m | ミッキースワロー   | 牡5  | 57.5 | 1:59.6 | 菊沢一樹   | 菊沢隆徳     | 野田みづき                           |
| 第56回 | 2020年7月12日  | 福島   | 2000m | クレッシェンドラヴ | 牡6  | 57   | 2:02.5 | 内田博幸   | 林徹         | 広尾レース（株）                     |
| 第57回 | 2021年7月11日  | 福島   | 2000m | トーラスジェミニ   | 牡5  | 57   | 2:02.2 | 戸崎圭太   | 小桧山悟     | 柴原榮                               |
| 第58回 | 2022年7月10日  | 福島   | 2000m | エヒト             | 牡5  | 54   | 1:57.8 | 田中勝春   | 森秀行       | 平井裕                               |
| 第59回 | 2023年7月9日   | 福島   | 2000m | セイウンハーデス   | 牡4  | 57   | 1:59.8 | 幸英明     | 橋口慎介     | 西山茂行                             |
| 第60回 | 2024年7月7日   | 福島   | 2000m | レッドラディエンス | 牡5  | 57   | 1:57.9 | 戸崎圭太   | 友道康夫     | （株）東京ホースレーシング           |
| 第61回 | 2025年7月13日  | 福島   | 2000m | コスモフリーゲン   | 牡5  | 56   | 2:00.5 | 柴田大知   | 畠山吉宏     | （有）ビッグレッドファーム           |

## その他

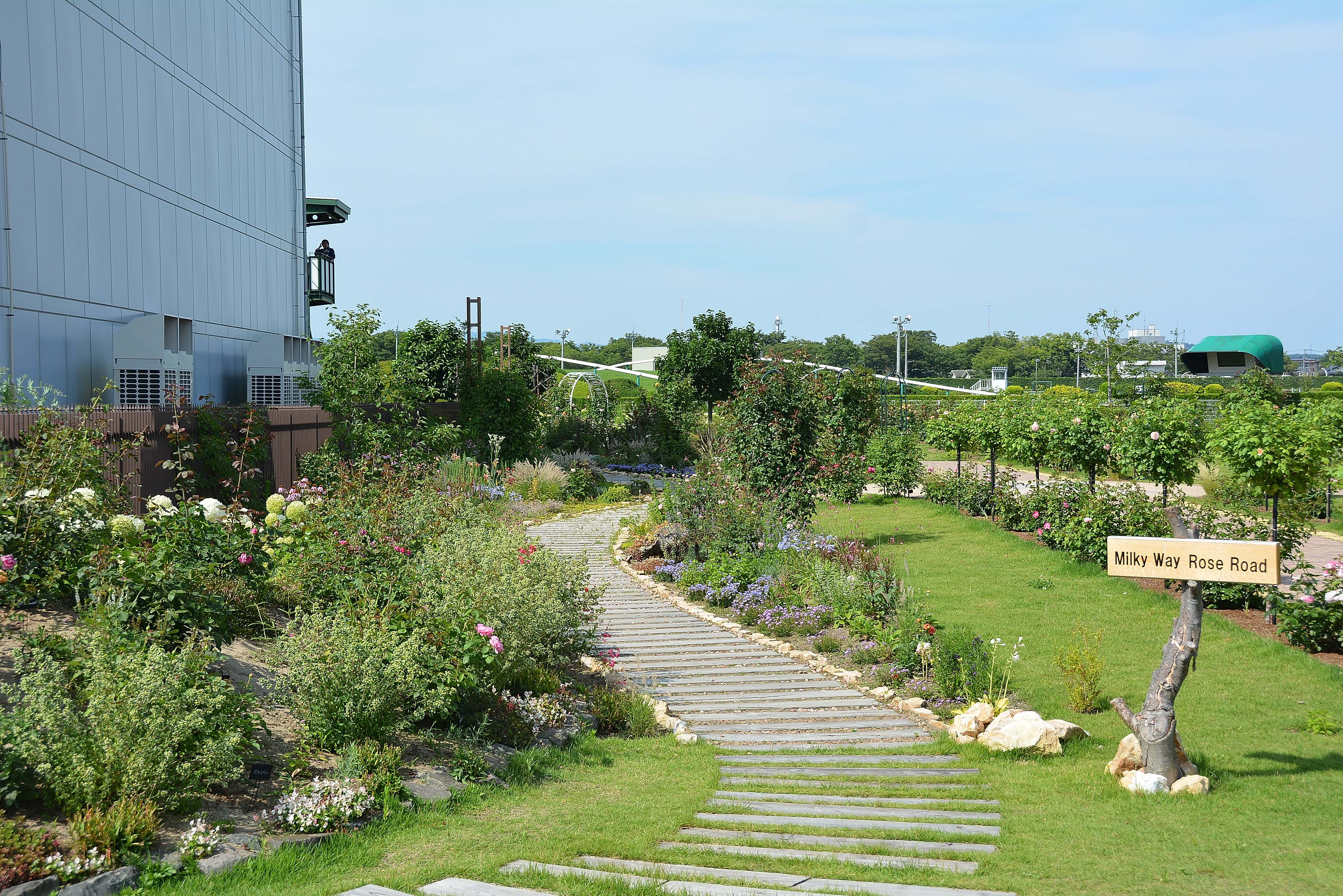
福島競馬場「ローズガーデン」

福島競馬場馬場内広場ターフビジョン裏の「ローズガーデン」（2013年春造成）は七夕賞にちなんで「天の川」を模してデザインされた。
レース名にちなみ枠連の7-7が買われる傾向があるが、実際にこのような結果になったのはグレード制導入後、第22回の1度のみ。